# ハーマン・ゴランツ
ハーマン・ゴランツ卿（Sir Hermann Gollancz, 1852年 - 1930年10月15日）はイギリスのラビでヘブライ学者。1923年、ラビとして史上初めてナイトの位を授かった。
1902年から1924年までユニヴァーシティ・カレッジ・ロンドンでヘブライ語の教授を務めた。
イズレイル・ゴランツ卿の兄で、ヴィクター・ゴランツのおじにあたる。